# تازة أباد مرزيان (آستانة أشرفية)
تازة أباد مرزیان (بالفارسية: تازه‌آباد مرزیان) هي قرية تقع في إيران في قسم تشهارده الريفي. يقدر عدد سكانها بـ 189 نسمة .